# Spartakus (film 1960)
Spartakus (ang. Spartacus) – amerykański film historyczno-kostiumowy z 1960 roku w reżyserii Stanleya Kubricka. Ekranizacja powieści Howarda Fasta pod tym samym tytułem, opisującej przebieg największego w dziejach starożytnego Rzymu powstania gladiatorów i niewolników. Film nagrodzony czterema Oscarami.

## Treść
Epicka opowieść o powstaniu niewolników w starożytnym Rzymie (73-71 p.n.e.), ukazana poprzez losy jego przywódcy – legendarnego Traka Spartakusa. Jako niewolnik skazany na pracę w kamieniołomach, atakując brutalnego strażnika zwraca na siebie uwagę rzymskiego właściciela szkoły gladiatorów, Lentulusa Batiatusa. Lanista wysyła go do swej posiadłości w Kapui, gdzie pod kierunkiem bezwzględnego Marcellusa trenuje wraz z innymi rozmaite metody walki. Tam zakochuje się również w usługującej im niewolnicy Varinii. Gdy wśród gladiatorów wybucha bunt, Spartakus staje na jego czele. Miejscowa rewolta wkrótce ogarnia całą Kampanię, a następnie inne obszary państwa Rzymian, przyciągając masy zbiegłych niewolników i ludności zależnej. Senat wysyła przeciw nim legiony, które zostają doszczętnie rozbite. Ale próby opuszczenia Italii przez zbuntowanych z pomocą cylicyjskich piratów kończą się niepowodzeniem wskutek ich zdrady. Tymczasem Rzym wysyła przeciw powstańcom potężne siły pod wodzą doświadczonego Marka Krassusa…

## Obsada
- Kirk Douglas – Spartakus
- Jean Simmons – Varinia, jego ukochana
- Laurence Olivier – Marek Licyniusz Krassus
- Peter Ustinov – lanista Lentulus Batiatus
- Charles McGraw – Marcellus, nadzorca i instruktor gladiatorów
- John Ireland – gladiator Crixus
- Woody Strode – gladiator Draba
- John Dall – senator Marek Publiusz Glabrus
- Charles Laughton – Semproniusz Grakchus, polityczny przeciwnik Krassusa
- John Gavin – Juliusz Cezar, protegowany Grakchusa
- Tony Curtis – Antoninus Sycylijczyk, niewolnik Krassusa
- Nina Foch – Helena, siostra Glabrusa
- Joanna Barnes – Claudia, żona Glabrusa
- Harold J. Stone – Żyd David
- Paul Lambert – Trak Gannicus
- Peter Brocco – Ramon
- Herbert Lom – Tigranes Levantus, wysłannik piratów

## „Ja jestem Spartakusem!”
Do historii kina przeszła zwłaszcza scena po decydującej bitwie przegranej przez armię niewolników. Spartakus zostaje wprawdzie schwytany (w rzeczywistości najprawdopodobniej zginął), jednak Rzymianie, nie znając jego wyglądu, nie są w stanie go rozpoznać. Dlatego pojmanym niewolnikom proponują, że nie zostaną ukrzyżowani, jeśli tylko wskażą swego wodza. Kiedy w tej sytuacji Spartakus dobrowolnie chce się ujawnić, jego ocalali współtowarzysze też powstają ze słowami „Ja jestem Spartakusem!” – tym samym wybierając okrutną śmierć zamiast zdrady.

## Opinie o filmie
- The Best of Video. Poradnik: kino, tv, sat, video, pod red. Witolda Nowakowskiego[2]

„Film nie jest do końca wierny faktom historycznym. Dostosowuje je często do potrzeb scenariusza. Jest to jednak jeden z najlepszych gigantów powstałych w latach 50. i 60. Wiele scen świetnie charakteryzujących atmosferę starożytnego Rzymu. Sporo dramatyzmu i momentów trzymających w napięciu. Znakomita obsada, świetna gra aktorów. Interesująca reżyseria. Pomimo rozmachu i widowiskowości dzieła, udało się Stanleyowi Kubrickowi nie zgubić przesłania o ludzkiej tragedii”. Niezgodna z faktem historycznym jest scena ukrzyżowania Spartakusa, gdyż w rzeczywistości poległ on w walce z legionistami rzymskimi.